# Трстика
Трстика (грч. Ακόντιο, до 1928. грч. Τέρστικα) је насељено место у општини Костур у периферији Западна Македонија, Грчка. Према попису из 2021. године био је 1 становник.
Српски географ Боривоје Милојевић, 1920. године наводи да је у Трстики било 5 кућа Словена муслимана, 8 кућа Аромуна муслимана и 7 кућа Албанаца муслимана. Године 1924. турско становништво је принудно исељено у Турску а на њихово место су насељене грчке избеглице из Турске, којих је на попису из 1928. било 40.